# Braux-Sainte-Cohière
Braux-Sainte-Cohière település Franciaországban, Marne megyében. Lakosainak száma 94 fő (2022. január 1.). Braux-Sainte-Cohière Chaudefontaine, Dommartin-Dampierre, Maffrécourt és Valmy községekkel határos.

## Népesség
A település népességének változása:
| Lakosok száma | 85   | 62   | 61   | 83   | 92   | 95   | 96   | 93   | 93   | 94   |
|               | 1968 | 1982 | 1990 | 2006 | 2013 | 2015 | 2017 | 2019 | 2020 | 2022 |